# آراس خان
آراس خان فیلمی به کارگردانی ناصر ملک مطیعی و نویسندگی اسماعیل کوشان محصول سال ۱۳۴۲ است.

## داستان
قاراباش موسوم به آراس خان که پس از کشته شدن پدرش به دست قلیچ خان سال‌ها از زادگاهش دور بوده بازمی‌گردد تا انتقام پدرش را بگیرد...

## بازیگران
- ناصر ملک مطیعی
- آذر شیوا
- تقی ظهوری
- هما جهان‌فر
- اکبر خواجوی
- محسن آراسته
- حسین محسنی
- پروین سلیمانی
- وزیری
- بهنام
- ابطحی